# 耿夔
耿夔（?—?）。字定公，扶风郡茂陵（陕西省咸阳市西）人，东汉将领。
耿夔乃耿国的次子，祖父耿况。为窦宪假司马，北击匈奴。永元三年（91年），随窦宪北征，为大将军左校尉，率领八百骑兵出居延，直奔北单于王庭，在金微山（阿尔泰山）大败匈奴，封粟邑侯。窦宪倒台，他也被罢官夺爵。后来担任长水校尉，为五原郡太守，转任辽东郡太守。永初三年（109年）冬，匈奴南单于叛乱，他和车骑将军何熙共同出击，没有穷追，降为云中郡太守。行度辽将军事，他屡次侵侮使匈奴中郎将郑戬，下狱减死。建光年间耿夔为度辽将军，犯法免官，在家去世。

## 传记文献
- 《后汉书》卷十九·耿弇列传第九